# 杉みき子
杉 みき子（すぎ みきこ、1930年〈昭和5年〉12月25日 - ）は日本の児童文学作家である。新潟県高田市（現：上越市）出身。本名は小寺佐和子。日本児童文学者協会会員、短歌誌「北潮」会員などを務めていた。

## 来歴・人物
新潟県高田市寺町に生まれ当地で育つ。父は電気技師だった。高田高等女学校（現：新潟県立高田北城高校）、長野女子専門学校国語科（後の長野短期大学）卒業。父親が円本全集を買い集めていたこともあり、幼少期から本を愛好した。7歳時に母校の上越市立大手町小学校の先輩にあたる小川未明の存在を知り、感銘を受けたことをきっかけに児童文学を志すようになる。
1945年（昭和20年）に学徒動員で市内川端工場で働く。1947年（昭和22年）に長野県女子専門学校国語科に入学する。1950年（昭和25年）に東北電気工事株式会社高田営業所に就職する。勤務しながら、地方紙新潟日報社の読者応募欄「お母さんの童話」に継続して作品を投稿し、関英雄の指導を受けた 。1957年「かくまきの歌」で第7回児童文学新人賞（現・日本児童文学者協会新人賞）を受賞した。
これを皮切りに、赤い鳥文学賞など数々の賞を受賞している。1966年（昭和41年）には「雪の下のうた」を出版した。本職だけでなく作詞家として母校の小学校の記念像の歌と100周年歌を担当した。作品は「わらぐつの中の神様」などの作品の筆頭に昭和40年代以降の光村教育図書や教育出版などの国語の教科書の教材として採択されている。小川未明文学賞選考委員。杉みき子のペンネームは昭和30年代から使用しており、由来は高田には杉の木が多くただ立っている幹のほうが似合っていることから。一児の母であり、夫との離婚歴がある。
ミステリファンとしても知られ、本名でしばしばミステリ雑誌の投稿欄にファンとして投書していた。

## 作風・評価
杉の作風について関英雄は、「一貫して郷土の自然とそこに生きる人々の哀歓を生活者としての共感を土台にして描いている」とし、「散文詩的短編の中に北の風土が生んだイマジネーションを盛る」「小川未明の童話に一脈通うが、基底のリアリズムと性格的な楽天性は未明と異なる」と評している。

## 受賞歴
- 「白い道の記事」（1961年、新潟県同人雑誌連盟小説賞）
- 「小さな雪の町の物語」（1972年、第21回小学館文学賞）
- 「小さな町の風景」（1983年、第13回赤い鳥文学賞）
- 上越市文化表彰（2001年）
- 新潟県知事表彰（2003年）
- 新潟日報文化賞（2004年）[3]

## 代表作
- 「かくまきの歌」
- 「わらぐつの中の神様」
- 「さよならを言わないで」
- 「しろいセーターのおとこの子」
- 「白い花のさく木」
- 「レモンいろのちいさないす」
- 「あの坂をのぼれば」
- 「小さな町の風景」
- 「月夜のバス」
- 「小さな雪の町の物語」
- 「そこにある木たち」
- 「かくまきの歌」
- 「新潟港のある日」

ほか

## 著作・寄稿
- 『こどものあそびことば：えちごたかだ1940年ぜんご』1965
- 『雪の下のうた』（理論社、ジュニアロマンブック）1970
- 『かくまきの歌』（学習研究社、少年少女学研文庫 311）1970
- 『てんぐと人魚とヘリコプター』（つのぶえ同人、牧書店、児童文学同人誌シリーズ1）1971 「人魚のいない海」収録
- 『さよならを言わないで』（大日本図書、子ども図書館）1971
- 『小さな雪の町の物語』（佐藤忠良絵、童心社）1972.2
- 『郷土の小川未明』（高田文化協会編、さ・さ・ら書房）1972 「未明童話から私の得たもの」収録
- 『火をありがとう』（村上陽絵、童心社、童心社の幼年絵童話7）1973
- 『雪の高田物語 城下町の散策』（伊丹末雄共著、国書刊行会）1975
- 『詩画集　風のよそおい』（北越出版）1975.12
- 『しろいセーターのおとこの子』（村上陽絵、金の星社、創作えぶんこ）1976.5
- 『白いとんねる』（佐藤忠良絵、偕成社、偕成社の創作 2）1977.10
- 『本とわたし』（北越出版）1978
- 『白い花のさく木』（村上陽絵、金の星社、新しいえほん）1978.2
- 『雪の下のうた 新装版』（理論社、つのぶえシリーズ）1979
- 『おとしたのはだぁれ』（村上陽絵、大日本図書、大日本ようねん文庫）1979.9
- 『やねの上のふしぎなまど』（村上陽絵、国土社、国土社の創作えほん）1980.2
- 『白いやねから歌がきこえる』（村上陽絵、大日本図書、大日本の創作どうわ）1980.5
- 『ふしぎなバックミラー』（村上陽絵、太平出版社、太平ようねん童話）1980.10
- 『はんの木のみえるまど』（村上陽絵、PHP研究所）1981.1
- 『なんにもだいらのこだまたち』（村上陽絵、金の星社、創作えぶんこ）1981.6
- 『レモンいろのちいさないす』（黒井健絵、PHP研究所、PHPこころの幼年童話）1981.10
- 『朝やけまつり』（村上陽絵、童心社、現代童話館）1982.7
- 『小さな町の風景』（佐藤忠良絵、偕成社、偕成社の創作 44）1982.9
- 『こんやはおまつり』（村上陽絵、金の星社、新・創作えぶんこ）1983.1
- 『ぼくとあの子とテトラポッド』（村上陽絵、学校図書、学図の新しい創作シリーズ）1983.9
- 『がんぎの町から』（偕成社）1983.11
- 『小さな雪の町の物語』（佐藤忠良絵、童心社、若い人の絵本）1984.6
- 『コスモスさんからおでんわです』（津田櫓冬絵、教育画劇、スピカのおはなしえほん）1986.11
- 『おばあちゃん、ゆうびんです』（遠藤てるよ絵、PHP研究所、PHPおはなしいっぱいシリーズ）1986.12
- 『きたかぜどおりのおじいさん』（遠藤てるよ絵、PHP研究所、PHPおはなしいっぱいシリーズ）1988.10
- 『カラスのいるゆうびん局』（津田櫓冬絵、小峰書店、赤い鳥文庫 11）1990.10
- 『そこにある木たち』（村上陽絵、新日本出版社、新日本子ども図書館 3）1991.3
- 『レストラン・サンセットの予約席』（田中槇子絵、新学社・全家研、少年少女こころの図書館 31）1992.5
- 『加代の四季』（村上陽絵、岩崎書店、日本の名作童話 14）1995.4
- 『森の王者イヌワシ物語』（村上陽絵、汐文社）1998.2
- 『雪の上のあしあと』（恒文社）2001.10
- 『長い長いかくれんぼ 杉みき子自選童話集』（村上陽絵、新潟日報事業社）2001.10
- 『月夜のバス』（黒井健絵、偕成社）2002.10
- 『朝のひとこと 杉みき子エッセー集』（新潟日報事業社）2002.10
- 「杉みき子選集」（新潟日報事業社）全10巻
  1. 『わらぐつのなかの神様』 2005.1
  2. 『白いとんねる』 2005.7
  3. 『小さな雪の町の物語』 2006.1
  4. 『朝やけまつり』 2008.3
  5. 『カラスのいるゆうびん局』 2008.11
  6. 『ぼくとあの子とテトラポッド』 2009.5
  7. 『火をありがとう』 2009.11
  8. 『夕やけりんご』 2010.9
  9. 『がんぎの町から』 2011.2
  10. 『ささやかなあいさつ』 2011.10
- 『小さな町の風景』（佐藤忠良絵、偕成社文庫 3269）2011.3
- 『わらぐつのなかの神様』（加藤美紀絵、岩崎書店、はじめてよむ日本の名作絵どうわ 5）2016.3
- 『マンドレークの声　杉みき子のミステリ世界』（戸川安宣編、龜鳴屋）2016.10
- 「新編　小川未明の世界」（小川未明文学館）

1. 『小川未明とわたし』2022.10